# Ли, Сэмми
Сэ́мюэл «Сэ́мми» Ли (англ. Samuel "Sammy" Lee; род. 7 февраля 1959, Ливерпуль, Ланкашир) — английский футбольный тренер, в прошлом полузащитник, наиболее известный по выступлениям за «Ливерпуль» и национальную сборную Англии в 1970-е и 80-е годы.

## Карьера тренера
С мая по октябрь 2007 года Сэмми Ли был тренером английского «Болтона», он был уволен со своего поста из-за неудачного выступления команды, которая к октябрю шла на последнем месте в таблице и одержала лишь одну победу в чемпионате. 16 мая 2008 Сэмми вернулся в «Ливерпуль» в качестве помощника главного тренера «Ливерпуля» Рафаэля Бенитеса, подписав контракт сроком на 2 года.
29 июня 2014 года пришёл в клуб «Саутгемптон», где был назначен ассистентом главного тренера Рональда Кумана.

## Достижения
- Чемпион Англии (1981/82, 1982/83, 1983/84)
- Обладатель Кубка чемпионов (1981, 1984)
- Обладатель Кубка Лиги (1980/81, 1981/82, 1982/83, 1983/84)
- Обладатель Суперкубка Англии (1979, 1980, 1982)

## Статистика выступлений за сборную
| Матчи Сэмми Ли за сборную Англии | Матчи Сэмми Ли за сборную Англии | Матчи Сэмми Ли за сборную Англии | Матчи Сэмми Ли за сборную Англии | Матчи Сэмми Ли за сборную Англии | Матчи Сэмми Ли за сборную Англии | Матчи Сэмми Ли за сборную Англии |
| -------------------------------- | -------------------------------- | -------------------------------- | -------------------------------- | -------------------------------- | -------------------------------- | -------------------------------- |
| №                                | Дата                             | Оппонент                         | Счёт                             | Мячи                             | Соревнование                     |                                  |
| 1                                | 17 ноября 1982                   | Греция                           | 3 : 0                            | 1                                | Отборочный матч ЧЕ 1984          |                                  |
| 2                                | 15 декабря 1982                  | Люксембург                       | 9 : 0                            | -                                | Отборочный матч ЧЕ 1984          |                                  |
| 3                                | 23 февраля 1983                  | Уэльс                            | 2 : 1                            | -                                | Домашний чемпионат               |                                  |
| 4                                | 30 марта 1983                    | Греция                           | 0 : 0                            | -                                | Отборочный матч ЧЕ 1984          |                                  |
| 5                                | 27 апреля 1983                   | Венгрия                          | 2 : 0                            | -                                | Отборочный матч ЧЕ 1984          |                                  |
| 6                                | 1 июня 1983                      | Шотландия                        | 2 : 0                            | -                                | Домашний чемпионат               |                                  |
| 7                                | 19 июня 1983                     | Австралия                        | 1 : 1                            | -                                | Товарищеский матч                |                                  |
| 8                                | 21 сентября 1983                 | Дания                            | 0 : 1                            | -                                | Отборочный матч ЧЕ 1984          |                                  |
| 9                                | 12 октября 1983                  | Венгрия                          | 3 : 0                            | 1                                | Отборочный матч ЧЕ 1984          |                                  |
| 10                               | 16 ноября 1983                   | Люксембург                       | 4 : 0                            | -                                | Отборочный матч ЧЕ 1984          |                                  |
| 11                               | 29 февраля 1984                  | Франция                          | 0 : 2                            | -                                | Товарищеский матч                |                                  |
| 12                               | 4 апреля 1984                    | Северная Ирландия                | 1 : 0                            | -                                | Домашний чемпионат               |                                  |
| 13                               | 2 мая 1984                       | Уэльс                            | 0 : 1                            | -                                | Домашний чемпионат               |                                  |
| 14                               | 17 июня 1984                     | Чили                             | 0 : 0                            | -                                | Товарищеский матч                |                                  |